# ساري بيغلوي موسي
ساري بيغلوي موسی هي قرية في مقاطعة أرومية، إيران. عدد سكان هذه القرية هو 200 في سنة 2006.